# Wilhelm Daniel Joseph Koch
Wilhelm Daniel Joseph Koch (Kusel, 5 de março de 1771 – Erlangen, 14 de novembro de 1849) foi um botânico alemão.

## Vida
Koch estudou medicina nas Universidades de Jena e Marburg, e depois foi Stadtphysicus (médico do estado) em Trarbach e Kaiserslautern (1798). Em 1824 tornou-se professor de medicina e botânica na Universidade de Erlangen, onde permaneceu pelo resto de sua vida. Em Erlangen, ele também foi diretor do jardim botânico. Em 1833, foi eleito membro estrangeiro da Real Academia Sueca de Ciências.
Entre seus melhores esforços escritos estava uma sinopse sobre a flora alemã e suíça intitulada Synopsis florae germanicae et helveticae (1835-37). Outra publicação sua notável foi Catalogus plantarum, quae in ditione Florae Palatinatus (Catálogo da flora do Palatinado) (1814).
Ele morreu em Erlangen.